# Michel Pinel
 (septembre 2012).
Pour les articles homonymes, voir Pinel.
Michel Pinel est un prêtre oratorien, né à une date inconnue sans doute à Saint Domingue (actuellement Haïti) et mort le 25 décembre 1775,.

## Biographie
Entré à l'Oratoire, il y enseigne. D'abord affecté au collège de Juilly (sa présence y est attestée en 1732 par une lettre publiée et adressée à Jacques Joseph Duguet), il est ensuite affecté à Vendôme.
Il prend parti pour les convulsionnaires de Saint-Médard et est interdit d'enseignement en 1736. Il réside ensuite à Paris et quitte son ordre vers 1746, alors qu'on lui demande de signer le Formulaire d'Alexandre VII, pour se consacrer à l'« Œuvre des convulsions ».
Il est assisté successivement de deux « sœurs » convulsionnaires, la sœur Angélique Babet de 1734 à 1747, puis la sœur Brigitte jusqu'en 1772 et à nouveau la sœur Angélique.
Il publie un Horoscope des temps ou conjectures sur l'avenir fondées sur les Saintes Écritures et sur de nouvelles révélations (sans date ni éditeur), ouvrage figuriste qui reprend les prophéties des deux sœurs et développe le thème de la conversion des juifs et du retour d'Élie.
En 1769, il publie (sans doute à La Haye) un autre ouvrage, De la primauté du pape, où il se fait le défenseur vigoureux des idées richéristes. Dans ce livre, il s'élève contre la bulle Unigenitus, et affirme que Pierre n'a jamais eu aucune autorité sur les autres apôtres et que, par conséquent, le pape n'a pas de primauté divine.

### Mouvement pinéliste
Il meurt en laissant à la sœur Angélique le soin de lui succéder dans l'administration des groupes de convulsionnaires, à Lyon et dans le reste de la France, en particulier à Toulouse.
Son rôle essentiel dans l'organisation hiérarchique des groupes convulsionnaires a fait que, dès son vivant, il est appelé « premier pontife de l'Œuvre ». on qualifie de « pinélistes » les groupes convulsionnaires nés de son action et partageant avec lui la pratique des secours violents, des prophéties et de l'attente de la conversion des juifs.